# 5 Minutes Alone
«5 Minutes Alone» es una canción de la banda de heavy metal Pantera de su álbum Far Beyond Driven, lanzada como su segundo sencillo. Esta canción es un claro ejemplo de la pesadez y densidad de este álbum, con un denso riff de guitarra de Darrell y la forma cruda y áspera de cantar de Anselmo propios de este álbum.

## Origen del título
Según el batería de la banda Vinnie Paul, la banda estaba en la entrada de San Diego cuando un chico que había por allí comenzó a molestar a Phil, y éste se cansó, e incitó a la gente a ir a por él, y el chico los denunció. Entonces su padre llamó al mánager de la banda y les dijo literalmente: You just give me 5 minutes alone with that Phil Anselmo guy and I'll show him who's big daddy around here, lo que significa: Solo deme 5 minutos solo con este tal Phil Anselmo y le enseñaré quién es papi aquí, a lo que el vocalista respondió:You just give me 5 minutes with that cat's dad and I'll whoop his ass, que significa: Deme 5 minutos con el padre de ese pringado y le patearé el culo